# لارگان(شهرجدید بوستان)
روستا لارگان روستایی از توابع بخش مرکزی شهرستان فلاورجان و استان اصفهان می‌باشد. لارگان در سال ۱۳۸۷ بوستان نام گرفت، بوستان از دو محله لارگان و درچه عابد تشکیل شده است. 
لارگان در کنار حاشیه زاینده رود و در مجاورت کوه لارگان و ۱۷ کیلومتری شهر اصفهان و ۵ کیلومتری شهر فلاورجان قرارگرفته‌است. شهر بوستان از شمال با کوه لارگان از جنوب با روستای مهرنجان از غرب با روستای زفره و محمدیه و از شرق با روستاهای بجگرد و اردال همسایه می‌باشد. لارگان در سال ۱۳۸۹ با صلاحدید وزارت کشور بعنوان شهر بوستان در مجلس مطرح و در تاریخ ۲۸ تیر ۱۴۰۰ به شهر بوستان زَر تبدیل شد.

## جمعیت
براساس سرشماری مرکز آمار ایران در سال ۱۳۹۵ جمعیت این شهر (۷۲۵۲) نفر و و تعداد(۲۱۵۷)خانوار بوده‌است.